# Bergsfrälse
Bergsfrälse har i svensk historia två betydelser: 
1. Den frihet som ägare av bergfrälsejord hade från jordskatter, förutsatt att denne bedrev bergsbruk. 
2. Det som senare skulle kallas bergsadel.
Bergsfrälse i den senare innebörden fanns bara vid de "ädlare" bergverken (silver- och koppargruvor).
Ett bergsfrälsehemman hade mer långtgående friheter än ett vanligt bergsmanshemman i och med att jordnaturen inte var skattejord. Ägaren av ett bergsfrälsehemman hade friheter som liknade frälsejord genom att hemmanen var helt befriade från jord- och skogsskatt, medan bergsmanshemmanen betalade skogsskatt men var befriade från jordskatten. Dock hade de som ägde bergsfrälsejord en skyldighet plikt mot det allmänna att bedriva bergsbruk, förpliktelser som frälsejordsinnehavare saknade.
Bergskollegium, som bildades 1637, administrerade bergsfrälsefrihet för hemman, hyttor och underliggande torp och gav regenten rekommendationer om sådana, och donationer av sådana gavs av monarken.

## Bergsadeln
Under medeltiden ägde flera högreståndspersoner gruvor eller andelar i gruvor. Birger Persson (Finstaätten) ägde bland annat Zinkgruvan och Bo Jonsson Grip kom i besittning av flera av Sveriges malmtillgångar. Genom bergsregale hade kronan ett överägande till alla gruvor i landet, men regale gällde inte frälset.
Vid Stora Kopparberget levde på medeltiden några släkter som senare skulle adlas med hänvisning till deras bergsfrälse. Dit hör Svinhufvud af Qvalstad, Svinhufvud i Westergötland, Hjort af Ornäs och Stiernhielm (Stjärna, Kopparbergsätten). Medlemmar av dessa ätter var inte enbart bergsmän med innehav av hytt- och gruvandelar, utan hade ofta uppdrag såsom domare, bergsfogde eller bergmästare. De hade också vapensköld och besatt större egendomar. Erik Tuneld skrev om dem att de talade ett språk som var närbesläktat med götiskan och isländskan, att det i trakten fanns ättehögar, samt att de ännu under hans tid vidhöll seder från de gamla svearna.
Släkter som fick adelsbrev och varit bergsmän eller på annat sätt sysslat med bergsbruk kallas informellt bergsadel. En äldre benämning är bergsknape, vilket var förmögna bergsmän som blivit adlade av kungen och därför fick frälsefrihet för sina hemman. Medan frälsehemman med några undantag ägdes av adeln fick bergsfrälsehemman ägas även av andra. Det gjorde sådana fastigheter särskilt attraktiv att förvärva eftersom den kunde ägas av medlemmar av alla fyra stånden. Vanliga bergsmän räknades till bondeståndet, såvida de inte samtidigt tillhörde adeln, prästerskapet eller borgarståndet, vilket blev vanligt under 1600-talet när handelsmän och andra personer med kapital köpte upp andelar i bergsmanshyttorna och bergsmännens hammarsmedjor i bergslagerna och därigenom blev brukande bergsmän och bruksidkare samtidigt som de hade burskap som handelsmän i någon stad. 

## Medeltidens friheter för bergsmän
Vid Stora Kopparberget (Falu koppargruva) ävensom vid Norberg och i flera andra gruvtrakter åtnjöt bergsmännen redan under medeltiden skattefrihet för sin jord, för att de dess bättre skulle "bruka berget". Sålunda gav kung Albrekt av Mecklenburg 1368 åt Norbergsmännens lantbor samma frälse som deras lantbor ägde som var vid Stora Kopparberget, och efterföljande regenter stadfäste gång på gång bergslagerna i deras "bergsrätt och bergsfrälse".
Ordet frälse kommer av "frihet" och brukar tolkas som att de hade frihet att enligt privilegiebrevets bestämmelser bryta malm, använda kronans skog till kol och bruka strömmen till vattenkraft. Friheten var i relation till bergsregale, skogsregale och strömregale, vilka de fritt fick överträda för malmframställningen. En annan frihet som hörde till privilegierna var bergsfriden, att den brottsling som sökte asyl i bergen och bedrev bergsbruk resten av livet slapp straff sedan målsäganden kompenserats. Till frälset hörde också täkterätten, rätten att bryta mark och sedan äga gården. Dock var bergsmännen underordnade bergmästaren och bergsfogden, som hade tillsyn över bergshanteringen för kronans räkning. I bergslagen ingick också bergsknektar som övervakade arbetet. Frälset gällde sålunda relationen till vissa tillgångar, använda för vissa ändamål.
Från vanligt frälse skilde sig bergsfrälset bland annat genom att frälset hade, och bergsfrälset saknade, rusttjänst. Frälsejorden tillhörde adeln, medan bergsfrälsejorden kunde ägas av alla de fyra stånden mot skyldigheten att aktivt bryta malm i gruvorna som enligt regalrättens anspråk var kronans. Malm på frälsejord tog inte kronan tiondejärn för – dess markinnehavare hade ingen plikt mot kronan att utvinna malmen. Som innehavare av bergsfrälsejord i ett visst bergslag följde rättigheten att inneha brytningsandelar i gruvan men också skyldigheten att leverera tackjärn som kompensation till kronan.
Bergfrälset ska därmed inte blandas ihop med att adliga personer, som Birger Persson (Finstaätten), ägde andelar i gruvorna. Sådana andelar var absoluta äganden, och inte relativa i förhållande till kronan. Sålunda hade Riseberga kloster frälsebrev på hyttor i bland annat Rönne, Amme och Skyllberg. Drottning Margareta började reglera frälsemäns rätt att inneha mark med malmtillgångar för att säkra kronan tillgångar, sedan Bo Jonsson (Grip) enskilt kommit i besittning av en stor del av landets brukade malmtillgångar.

## Stormaktstiden till bergsfrälsenaturens avskaffande
Dessa bergsfrälsehemman ökades sedan åtminstone från Gustav II Adolfs tid genom att hemman eller räntor, över vilka kronan disponerade, skänktes eller såldes till enskilda för att åtnjutas av dem under bergsfrälsefrihet. Denna, som principiellt borde besittas bara av brukande bergsmän, ehuru avvikelser förekom, reglerades även närmare så att den utom frihet från sedvanlig skatt, kom att omfatta frihet från rusttjänst, knektetjänst, utskrivning, kronotionde m.m. De som saknade sådant bergsfrälse bildade 1611 bergsfanan och bergsfänickan, som 1656 uppgick i Bergsregementet.
15 mars 1652 bestämde sålunda en kunglig resolution att vid Falu koppargruva i Stora Kopparbergs socken och Ljusnarsbergs kopparbruk i Ljusnarsbergs socken de innehavare av bergsfrälse, som själva uppehöll sina gruvandelar, skulle vara fria från all tunga, både utlagor och knektehåll, men däremot de som inte uppehöll några gruvandelar skulle lika med krono- och skattebönder deltaga i knektehåll. Resolutionen stadgade också att innehavare av bergsfrälse vid järnbergslagen skulle, endast om de uppehöll gruvandelar eller förestod bruk, äga att till hälften mot krono och skatte svara till knektetjänst, men eljest utgöra skatt, utlagor och knektehåll lika med krono och skatte.
Under Karl X Gustavs reduktion bestämdes genom kungligt brev 13 augusti 1659, att Stora Kopparbergets bergsfrälse skulle bestå såsom dittills; under Karl XI anordnades rörande detsamma flera undersökningar, som dock ej synas ha fullföljts. Genom resolution 17 april 1729 utbyttes den skyldighet att göra vissa dagsverken till gruvan som ålegat bergsfrälseinnehavare vid Stora Kopparberget, vilka ej underhöll gruvandelar, mot skyldighet att till densamma för vart spannland jord hugga ett stavrum ved.
23 september 1808 bestämdes att nämnda skyldighet eller en motsvarande avgift i penningar skulle åligga alla bergsfrälseinnehavare, i dubbelt mått dem, som ej idkade bergsbruk. 1816 fixerades avgiften i penningar, och 1855 indrogs den till kronan, då bergslagets kopparränta nedsattes mot upphörande av dess särskilda privilegier, samt kvarstod under namn av vedhyggsteräntan till år 1901, då den enligt särskilt beslut av konung och riksdag förklarades böra i likhet med grundskatterna avskrivas.
Bergsfrälsefriheter på järnbergslagerna reducerades åter enligt kunglig resolution 26 maj 1688.
Även vid Sala gruva fanns så kallad bergsfrälsejord, bestående av intagor som obesuttna bergsmän i äldre tider gjort på allmänningsmark eller skattlagda hemmans utmark och som enligt kungligt brev av 1667 fått egenskap av bergsfrälse. Dess skyldigheter till gruvan reglerades efter hand att utgå i avgifter, olika allt eftersom jorden tillhörde bergsmän eller andra. Vid 1887 års uppgörelse mellan kronan och Sala bergslag bestämdes att denna jord skulle, fri från ränta och rotering samt avgifter till silververket, under full äganderätt överlåtas till innehavarna. Den utgjordes då av omkring 2 000 tunnland, taxerade till omkring 328 000 kronor, och var styckad i mer än 1 000 smådelar.